# Philex

Philex-Katalog Deutschland 1984

Philex sind Sammlerkataloge aus Deutschland, die jährlich erscheinen. Zu dem Ausgabeprogramm gehören Kataloge für Briefmarken und Münzen aus ganz Europa.
Die Philex-Kataloge werden von Jürgen Ehrlich herausgegeben. Sie erscheinen in einem relativ kleinen und kompakten Format im Vergleich zu anderen Briefmarkenkatalogen. Sie  verstehen sich als ein Hilfsmittel für den Sammler um ihm einen schnellen und übersichtlichen Überblick über sein Sammelgebiet zu geben. In den Sammlerkatalogen wird daher nur das Notwendigste erwähnt; Bewertungen von Besonderheiten werden nicht vorgenommen. Die Philex-Kataloge sind daher eher für den Einsteiger in die Materie gedacht, Spezialisten greifen zu zusätzlicher Literatur. Normalerweise erfolgt die Übernahme der Katalognummern aus den Michel-Katalogen.
Die Briefmarkenkataloge von Philex erscheinen für die Ausgaben von Deutschland, Frankreich, Großbritannien, Israel, Österreich, Schweiz (inklusive Liechtenstein), Spanien, dem Vatikan und der Benelux-Länder. Außerdem erscheinen Philex-Briefmarkenkataloge, die die Ausgaben der Vereinten Nationen sowie die Europäischen Gemeinschaftsausgaben bewerten.
Die Münzkataloge beschränken sich auf einen Deutschland-Katalog und einen Europa-Katalog.

## Weblink
- Homepage der PHILEX Verlag und Briefmarkenhandlung GmbH